# Nigrina flavipalpis
Nigrina flavipalpis är en tvåvingeart som beskrevs av Robineau-desvoidy 1863. Nigrina flavipalpis ingår i släktet Nigrina och familjen parasitflugor.
Artens utbredningsområde är Frankrike. Inga underarter finns listade i Catalogue of Life.